# آنی کرزن
آنی کرزن (انگلیسی: Annie Korzen) هنرپیشه، کمدین، طنزپرداز، نویسنده و قصه‌گوی اهل ایالات متحده آمریکا است که آثارش در روزنامه‌ها و رسانه‌های متفاوتی منتشر شده است.
از فیلم‌ها یا مجموعه‌های تلویزیونی که وی در آن‌ها نقش داشته است، می‌توان به خاطرات استارداست، توتسی، تبدیل‌شوندگان: انتقام فالن، هیچ‌کس کامل نیست و ساینفلد اشاره نمود.